# Alexandre Antoine Davy de La Pailleterie
Pour les autres membres de la famille, voir Famille Davy de La Pailleterie.
 (août 2022).
Alexandre Antoine Davy de La Pailleterie (ou marquis de La Pailleterie), né le 20 juin 1714 à Belleville-en-Caux, mort le 15 juin 1786 à Saint-Germain-en-Laye, est un militaire et gentilhomme français, colonel et commissaire général d'artillerie et grand-père d'Alexandre Dumas (père).

## Biographie

### De la Normandie aux Antilles
Sa famille a obtenu en héritage la terre de La Pailleterie érigée en marquisat par Louis XIV en 1707. Au début du XVIIIe siècle, les trois frères Davy de La Pailleterie — Alexandre, Charles né en 1716 et Louis né en 1718 — intègrent l'armée. Alexandre, nobliau déchu, vit oisivement dans sa gentilhommière de Belleville-en-Caux où son premier ancêtre vivait depuis 1410. En 1738, après la guerre de Succession de Pologne, il part rejoindre son frère cadet, Charles qui a quitté l'armée et fait fortune dans différentes plantations (tabac, sucre et indigo) dans la province de Monte Cristi à Saint-Domingue, île française la plus riche des Antilles où il s'est installé en 1732.
Sa vie débauchée et dispendieuse fait qu'il se brouille avec Charles qui doit honorer les dettes de son frère. Il s'enfuit en prenant comme otages trois esclaves (Rodrigue, Catin et Cupidon). Se faisant passer pour disparu (sous son initiative ou celle de son frère ?), il achète sous le pseudonyme d'Antoine Delisle une petite plantation grâce à la revente de ses trois esclaves. Cette propriété se trouve près du cap Rose au bourg Jérémie (à la Guinaudée, près du Trou-Jérémie), dans une autre partie de l'île.
Selon la légende familiale racontée par son petit-fils Alexandre Dumas, Alexandre (alias Antoine Delisle) achète à prix d'or à M. de Maubielle une esclave noire ou mulâtresse d'origine africaine qu'il affranchit, Marie-Cessette Dumas, jeune femme d'une grande beauté qu'il épouse et avec qui il a quatre enfants mulâtres (Thomas Alexandre Dumas et trois filles Adelphe, Jeannette et Marie-Rose, fille que Cessette a eue avant son achat). En fait, il est peu probable qu'Alexandre ait épousé Cessette, puisqu'il cherchait à se cacher. Aucun acte de mariage n'a été retrouvé.

### Gestion du patrimoine pendant la disparition d'Antoine Davy de La Pailleterie
Charles Davy de La Pailleterie regagne la France où il peut se parer du titre de marquis de son frère aîné disparu. Endetté après un échec dans le négoce du sucre, il monte une société de commerce triangulaire en 1760, créant un débarcadère à Monte Cristo à Saint-Domingue (Alexandre Dumas s'en inspirera pour créer son personnage du  Comte de Monte-Cristo). Il achète un navire qui porte le nom sa fille, la Douce Marianne, qui effectue deux traversées décevantes, et renonce à cette activité. Il dilapide son capital par des dépenses inconsidérées et une gestion incompétente. En conséquence, il retourne à Saint-Domingue en espérant relancer ses exploitations, à l'abandon, où la plupart de ses esclaves sont morts. Il y meurt en juillet 1773 d'« une attaque de goutte remontée ». Le deuxième frère, Louis de la Pailleterie, meurt à l'automne de la même année, peu après une peine de quinze jours de prison après un scandale de ventes d'armes défectueuses à l'armée française. Alexandre Dumas s'inspirera de ses deux grands-oncles pour camper les opposants d'Edmond Dantès.
La fille de Charles, Marie-Anne-Charlotte Davy de La Pailleterie, et son mari Léon de Maulde, qu'elle avait épousé le 1er mai 1764, héritent alors « des domaines et biens familiaux, grevés d'un lourd passif successoral ». Maulde parvient à améliorer la situation, par une meilleure gestion et des arrangements avec les créanciers.

### Retour en France
Alexandre (alias Antoine Delisle) vend ses enfants à réméré en tant qu’esclaves à M. Caron, un colon mulâtre nantais, pour pouvoir payer son voyage de retour à bord du Trésorier en France[réf. souhaitée], où il arrive au Havre en décembre 1775. Il y règle des affaires d’héritage, récupère son nom, son titre et ses biens. L’année suivante, il vend son château de La Pailleterie pour 100 000 livres et une rente viagère de 10 000 livres. Devenu riche, il revient à Saint-Domingue pour racheter son fils Thomas-Alexandre et le fait venir définitivement avec lui en métropole, laissant sa compagne et ses trois autres enfants à Jérémie. 
Après s'être un temps installés à Lisieux, le père, sa maîtresse et son fils  vivent de libertinage à la cour royale à Saint-Germain-en-Laye en 1778. Après la mort de dysenterie de Marie-Cessette Dumas, il se marie le 14 février 1786 avec Marie Retou, fille d'un vigneron, jeune femme âgée de trente deux ans. Il meurt le 15 juin de la même année.
À sa mort en 1786, Thomas-Alexandre engage une bataille juridique avec sa belle-mère sur la succession pourtant entièrement hypothéquée. Cette dernière lui cède finalement « tous les droits de propriété sur Marie-Cessette, négresse, mère dudit Rétoré, sur Jeannette et Marie Rose, créoles, filles de ladite Cessette et sœurs dudit Rétoré ».